# Barbara Bergmann
 (avril 2019).
Barbara Rose Bergmann (20 juillet 1927-5 avril 2015,) était une économiste féministe. Son travail couvre de nombreux sujets allant de la garde d'enfants aux questions de genre, en passant par la pauvreté et la sécurité sociale. Bergmann était cofondatrice et présidente de l'Association internationale pour l'économie féministe, administrateur des économistes pour la paix et la sécurité, et professeur émérite d'économie à l'université du Maryland et à l'université américaine.

## Biographie
Les parents et les grands-parents de Bergmann, fuyant l'antisémitisme, ont immigré d'Europe vers États-Unis en 1914. Barbara y naquit dans le Bronx en 1927 d'une mère Roumaine et d'un père né en Pologne. Ses parents qui ont dû travailler au lieu de finir leurs études, voulaient que Barbara adhère aux normes et aux traditions de la vie américaine et finisse par aller à l'université. À l'âge de cinq ans, elle a commencé à formuler des idées sur le féminisme, discutant de l'égalité entre hommes femmes, dans le but d’être une personne indépendante quand elle serait grande. Au cours de la Grande Dépression, Bergmann fut fermement convaincu que le gouvernement devrait fournir des ressources et aider les personnes confrontées à des circonstances incontrôlables ou ne disposant pas des ressources et des connaissances pour subvenir à leurs besoins. 
Bergmann reçut une bourse de l’université Cornell et majora en mathématiques. Alors qu’elle poursuivait son travail sur «la création de modèles de processus simples qui pourraient ressembler ou non à ce qui se passe dans l’économie actuelle », elle découvrit le livre de Gunnar Myrdal, Un dilemme américain, qui parlait de l’inégalité raciale dans le Sud. Le livre de Myrdal a suscité un intérêt chez elle vis-à-vis de la discrimination raciale, qui a fini par devenir une préoccupation pour la discrimination sexuelle qui a suivi Bergmann tout au long de sa carrière. 
Après que Bergmann ait obtenu son diplôme avec un B.A. en 1948, la récession, la discrimination à l'égard des Juifs et la ségrégation sexuelle sur son lieu de travail ont rendu difficile la recherche d'un travail intéressant pour elle
Bergmann travailla pour le gouvernement fédéral au Bureau of Labor Statistics de New York, où elle mena des enquêtes publiques ; elle fut promue à la tête de l'unité des enquêtes au bout d'un an. Une expérience concrète de la discrimination d’un employé noir au Bureau of Labor Statistics a montré à quel point la discrimination raciale était réelle et généralisée à l’époque. Harvey Purdy était le seul employé noir du bureau de New York et, lorsque Barbara a réussi à le faire promouvoir, il a été rétrogradé peu de temps après et le travail fut confié à quelqu'un d'autre.  
Bergmann reçut son doctorat de l'université Harvard (1959)et s’intéressa de plus en plus à l’économie simulée par ordinateur, réalisant que l’économie devait reposer davantage sur l’observation et la recherche sur le terrain que sur la seule théorie. La recherche et l'expérience ont conduit Barbara Bergmann à développer des théories et des idées sur la politique gouvernementale, la mise en œuvre de l'observation dans l'économie, ainsi que sur l'égalité raciale et de genre[source insuffisante].

## Implication organisationnelle
Au cours de l'administration Kennedy, Barbara Bergmann était membre du Council of Economic Advisors du président et conseillère économique principale auprès de l'Agence de développement international qui servit également d’agence de conseil au bureau du budget du Congrès et au bureau du recensement. 
En 1965, elle a rejoint l'université du Maryland, où elle a enseigné jusqu'en 1988. Elle a enseigna par la suite de 1988 à 1997 à l'American University. 
Bergmann a également été impliqué dans de nombreuses organisations nationales et internationales qui promeuvent le progrès et l'égalité. Elle a été présidente du Comité de la American Economic Association sur la situation des femmes dans les professions économiques, de la Eastern Economic Association, de la Société pour l'avancement de la socio-économie et de l'American Association of University Professors (1990-1992), de l'Association internationale pour l'économie féministe (1999-2000) ainsi que de l'International Association for Feminist Economics (1999-2000).

## Prix
Barbara Bergmann a reçu le prix Carolyn-Shaw-Bell 2004 pour son action visant à renforcer le statut des femmes en économie et à mieux comprendre comment les femmes peuvent progresser dans le domaine universitaire.

## Idées
Bergmann a apporté deux contributions principales à l'économie. Premièrement, elle a fait valoir que la discrimination est une caractéristique omniprésente des marchés du travail. Deuxièmement, elle s'est opposée à la méthode économique traditionnelle qui consiste à tirer des conclusions d'un ensemble d'hypothèses irréalistes.

### Économie
Bergmann a affirmé que «beaucoup de ce qui est mauvais vient du capitalisme, mais cela peut être corrigé par des réglementations gouvernementales appropriées et par la mise à disposition par le gouvernement de services importants et de filets de sécurité. Mais une grande partie de ce qui est bon et indispensable provient également du capitalisme ».
Bergmann a étudié la microsimulation à l'Université de Harvard avec une simulation générée par ordinateur qui fournissait un modèle avec des équations de macrovariables construites sur des analogies de la microéconomie. Elle pense que la microsimulation fournit «de la rigueur, du réalisme et une capacité à intégrer les complexités révélées par des enquêtes plus empiriques sur le fonctionnement des entreprises».  Lors d’un cours avec le professeur Edward Chamberlin à Harvard, Bergmann a découvert que la théorie économique, quelle que soit son ingéniosité, peut en réalité produire une image de l’économie différente la réalité. C’est lors d’un travail sur le marché dans la classe de Chamberlin que Bergmann a commencé à croire que la théorie économique devait être influencée par l’observation réelle des individus. L’un de ses points de vue personnels sur l’économie est «que les vraies anecdotes contiennent peut-être davantage d’informations précieuses sur l’état de la situation mondiale que ne le font les théories des économistes, qui ne sont que des récits (peut-être faux) inventés par des économistes assis dans leurs bureaux, sans aucun apport factuel ».
Bergmann soutient que l'observation et les preuves empiriques peuvent mener à des théories qui reflètent réellement le comportement humain au lieu de produire sur papier des théories qui ne fonctionnent pas toujours dans la réalité. Elle fait valoir que la macroéconomie peut résoudre de nombreux problèmes sociaux et que la politique économique peut être utilisée pour améliorer la vie des individus, mais les économistes sont trop persuadés par leur affiliation politique pour œuvrer en faveur d'un objectif commun.

### Égalité de genre
Barbara Bergmann note que l'égalité des sexes n'était pas présente à travers la civilisation - il existe historiquement une division économique et sociale du travail entre les hommes et les femmes. Bien que les femmes aient influé sur le marché du travail et que les hommes effectuent davantage de tâches ménagères, il existe toujours une division économique entre hommes et femmes. Bergmann considère que l'option la plus avantageuse et la plus réalisable pour l'égalité consiste en une «forte marchandisation», dans laquelle de nombreuses tâches ménagères et garde des enfants, principalement effectuées par des femmes, sont sous-traitées à des organisations et à des particuliers. Une « marchandisation élevée » comprendrait des subventions gouvernementales pour la garde d'enfants et la disponibilité d'allocations pour les couples mariés et les mères célibataires. Bergmann pense qu'une augmentation de la marchandisation ne peut à elle seule apporter l'égalité, mais il faut aussi «mettre fin à la discrimination dans l'emploi, au comportement hautement concurrentiel des femmes et aux ressources supplémentaires allouées par le gouvernement aux familles qui élèvent des enfants». Bergmann a la passion pour l'égalité des sexes et souhaite voir les dispositions gouvernementales pour un traitement équitable des femmes sur le marché du travail.

## Mort
Barbara Bergmann s'est suicidée à son domicile à Bethesda, dans le Maryland, le 5 avril 2015 . Elle a été membre de longue date de la Hemlock Society et a défendu le suicide assisté. Elle laisse dans le deuil son fils, David Martin Bergmann, et sa fille, Sarah Nellie Bergmann, ainsi que trois petits-enfants. Son mari, Fred H. Bergmann, microbiologiste aux National Institutes of Health, avec qui elle s'est mariée en 1965, est décédé en 2011. 
L'Association internationale pour l'économie féministe a déclaré via les médias sociaux qu'elle était « attristée d'apprendre le décès de Barbara Bergmann » et a exhorté la population à honorer sa mémoire en faisant un don au Fonds de bourses Barbara-Bergmann.